# Ded Moroz i leto
Ded Moroz i leto (in russo Дед Мороз и лето?, lett. Nonno Gelo e l'estate) è un cortometraggio d'animazione sovietico del 1969 diretto da Valentin Karavaev, realizzato presso lo studio Sojuzmul'tfil'm.